# Tổng trực tiếp của nhóm
Trong toán học, nhóm G được gọi là tổng trực tiếp của hai nhóm con chuẩn tắc với giao tầm thường nếu nó được sinh bởi hai nhóm con đó. Trong Đại số trừu tượng, phương pháp xây dựng nhóm này có thể tổng quát hóa sang tổng trực tiếp của không gian vectơ, mô đun, và các cấu trúc khác. Một nhóm có thể biểu diễn thành tổng trực tiếp của các nhóm con không tầm thường được gọi là phân tích được.

## Định nghĩa
Một nhóm G được gọi là tổng trực tiếp của hai nhóm con H1 và H2 nếu
- Mỗi H1 và H2 là nhóm con chuẩn tắc của G,

- Giao của hai nhóm con H1 và H2 là nhóm tầm thường (có duy nhất phần tử đơn vị {\displaystyle e} của G),

- G = <H1, H2>, G được sinh bởi hai nhóm H1 và H2.

Tổng quát hơn, G gọi là tổng trực tiếp của tập chứa hữu hạn các nhóm con {Hi} nếu
- Mỗi Hi là nhóm con chuẩn tắc của G,

- Mỗi Hi có giao tầm thường với nhóm con <{Hj: j ≠ i>,

- G = <{Hi}>, G được sinh bởi các nhóm con {Hi}'.

Nếu G là tổng trực tiếp của 2 nhóm con H và K thì ta viết G = H + K và nếu G là tổng trực tiếp của tập nhóm con {Hi} thì ta thường viết G = ∑Hi. Thường thì tổng trực tiếp đẳng cấu với tích trực tiếp yếu của các nhóm con.

## Tính chất
Nếu G = H + K, thì ta có thể chứng minh được
- Với mọi h thuộc H, k thuộc K, ta có h * k = k * h,

- Với mọi g thuộc G, tồn tại duy nhất h thuộc H, k thuộc K sao cho g = h * k,

- Có khử tổng trong nhóm thương, nghĩa là (H+K)/K đẳng cấu với H.